# UCI World Tour 2025
UCI World Tour 2025 – 15. edycja cyklu wyścigów kolarskich UCI World Tour.

## Kalendarz
Opracowano na podstawie:
| UCI World Tour 2025            | UCI World Tour 2025          | UCI World Tour 2025               | UCI World Tour 2025 | UCI World Tour 2025                           | UCI World Tour 2025                        | UCI World Tour 2025                         | UCI World Tour 2025 |
| Data                           | Państwo                      | Wyścig                            | Kat.                | Zwycięzca                                     | Drugie miejsce                             | Trzecie miejsce                             |                     |
| ------------------------------ | ---------------------------- | --------------------------------- | ------------------- | --------------------------------------------- | ------------------------------------------ | ------------------------------------------- | ------------------- |
| 21 – 26 stycznia 2025          | Australia                    | Tour Down Under                   | 2.UWT               | Jhonatan Narváez (UAE Team Emirates XRG)      | Javier Romo (Movistar Team)                | Finn Fisher-Black (Red Bull-Bora-Hansgrohe) |                     |
| 2 lut                          | Australia                    | Cadel Evans Great Ocean Road Race | 1.UWT               | Mauro Schmid (Team Jayco AlUla)               | Aaron Gate (XDS Astana Team)               | Laurence Pithie (Red Bull-Bora-Hansgrohe)   |                     |
| 17 – 23 lutego 2025            | Zjednoczone Emiraty Arabskie | UAE Tour                          | 2.UWT               | Tadej Pogačar (UAE Team Emirates XRG)         | Giulio Ciccone (Lidl-Trek)                 | Pello Bilbao (Bahrain Victorious)           |                     |
| 1 mar                          | Belgia                       | Omloop Het Nieuwsblad             | 1.UWT               | Søren Wærenskjold (Uno-X Mobility)            | Paul Magnier (Soudal Quick-Step)           | Jasper Philipsen (Alpecin-Deceuninck)       |                     |
| 8 mar                          | Włochy                       | Strade Bianche                    | 1.UWT               | Tadej Pogačar (UAE Team Emirates XRG)         | Thomas Pidcock (Q36.5 Pro Cycling Team)    | Tim Wellens (UAE Team Emirates XRG)         |                     |
| 9 – 16 marca 2025              | Francja                      | Paryż-Nicea                       | 2.UWT               | Matteo Jorgenson (Team Visma \| Lease a Bike) | Florian Lipowitz (Red Bull-Bora-Hansgrohe) | Thymen Arensman (Ineos Grenadiers)          |                     |
| 10 – 16 marca 2025             | Włochy                       | Tirreno-Adriático                 | 2.UWT               | Juan Ayuso (UAE Team Emirates XRG)            | Filippo Ganna (Ineos Grenadiers)           | Antonio Tiberi (Bahrain Victorious)         |                     |
| 22 mar                         | Włochy                       | Mediolan-San Remo                 | 1.UWT               | Mathieu van der Poel (Alpecin-Deceuninck)     | Filippo Ganna (Ineos Grenadiers)           | Tadej Pogačar (UAE Team Emirates XRG)       |                     |
| 24 – 30 marca 2025             | Hiszpania                    | Volta Ciclista a Catalunya        | 2.UWT               |                                               |                                            |                                             |                     |
| 26 mar                         | Belgia                       | Classic Brugge-De Panne           | 1.UWT               | Juan Sebastián Molano (UAE Team Emirates XRG) | Jonathan Milan (Lidl-Trek)                 | Madis Mihkels (EF Education-EasyPost)       |                     |
| 28 mar                         | Belgia                       | E3 Saxo Classic                   | 1.UWT               | Mathieu van der Poel (Alpecin-Deceuninck)     | Mads Pedersen (Lidl-Trek)                  | Filippo Ganna (Ineos Grenadiers)            |                     |
| 30 mar                         | Belgia                       | Gandawa-Wevelgem                  | 1.UWT               |                                               |                                            |                                             |                     |
| 2 kwi                          | Belgia                       | Dwars door Vlaanderen             | 1.UWT               |                                               |                                            |                                             |                     |
| 6 kwi                          | Belgia                       | Ronde van Vlaanderen              | 1.UWT               |                                               |                                            |                                             |                     |
| 7 – 12 kwietnia 2025           | Hiszpania                    | Vuelta al País Vasco              | 2.UWT               |                                               |                                            |                                             |                     |
| 13 kwi                         | Francja                      | Paryż-Roubaix                     | 1.UWT               |                                               |                                            |                                             |                     |
| 20 kwi                         | Holandia                     | Amstel Gold Race                  | 1.UWT               |                                               |                                            |                                             |                     |
| 23 kwi                         | Belgia                       | La Flèche Wallonne                | 1.UWT               |                                               |                                            |                                             |                     |
| 27 kwi                         | Belgia                       | Liège-Bastogne-Liège              | 1.UWT               |                                               |                                            |                                             |                     |
| 29 kwietnia – 4 maja 2025      | Szwajcaria                   | Tour de Romandie                  | 2.UWT               |                                               |                                            |                                             |                     |
| 1 maj                          | Niemcy                       | Eschborn-Frankfurt                | 1.UWT               |                                               |                                            |                                             |                     |
| 9 maja – 1 czerwca 2025        | Włochy                       | Giro d'Italia                     | 2.UWT               |                                               |                                            |                                             |                     |
| 8 – 15 czerwca 2025            | Francja                      | Critérium du Dauphiné             | 2.UWT               |                                               |                                            |                                             |                     |
| 15 – 22 czerwca 2025           | Szwajcaria                   | Tour de Suisse                    | 2.UWT               |                                               |                                            |                                             |                     |
| 22 cze                         | Dania                        | Copenhagen Sprint                 | 1.UWT               |                                               |                                            |                                             |                     |
| 5 – 27 lipca 2025              | Francja                      | Tour de France                    | 2.UWT               |                                               |                                            |                                             |                     |
| 2 sie                          | Hiszpania                    | Clásica de San Sebastián          | 1.UWT               |                                               |                                            |                                             |                     |
| 4 – 10 sierpnia 2025           | Polska                       | Tour de Pologne                   | 2.UWT               |                                               |                                            |                                             |                     |
| 17 sie                         | Niemcy                       | Cyclassics Hamburg                | 1.UWT               |                                               |                                            |                                             |                     |
| 20 – 24 sierpnia 2025          | Belgia                       | Benelux Tour                      | 2.UWT               |                                               |                                            |                                             |                     |
| 23 sierpnia – 14 września 2025 | Hiszpania                    | Vuelta a España                   | 2.UWT               |                                               |                                            |                                             |                     |
| 31 sie                         | Francja                      | Bretagne Classic Ouest-France     | 1.UWT               |                                               |                                            |                                             |                     |
| 12 wrz                         | Kanada                       | Grand Prix Cycliste de Québec     | 1.UWT               |                                               |                                            |                                             |                     |
| 14 wrz                         | Kanada                       | Grand Prix Cycliste de Montréal   | 1.UWT               |                                               |                                            |                                             |                     |
| 11 paź                         | Włochy                       | Giro di Lombardia                 | 1.UWT               |                                               |                                            |                                             |                     |
| 14 – 19 października 2025      | Chiny                        | Tour of Guangxi                   | 2.UWT               |                                               |                                            |                                             |                     |

## Zespoły
W sezonie 2025 w dywizji UCI WorldTeams znalazło się 18 zespołów:
| WorldTeams (18)- Alpecin-Deceuninck - Arkéa-B&B Hotels - Bahrain-Victorious - Cofidis - Decathlon AG2R La Mondiale Team - EF Education-EasyPost - Groupama-FDJ - Ineos Grenadiers - Intermarché-Wanty - Lidl-Trek - Movistar Team - Red Bull-BORA-hansgrohe - Soudal Quick-Step - Team Picnic-PostNL - Team Jayco AlUla - Team Visma \| Lease a Bike - UAE Team Emirates XRG - XDS Astana Team |
| |